# La Domination masculine
Pour les articles homonymes, voir Domination masculine.

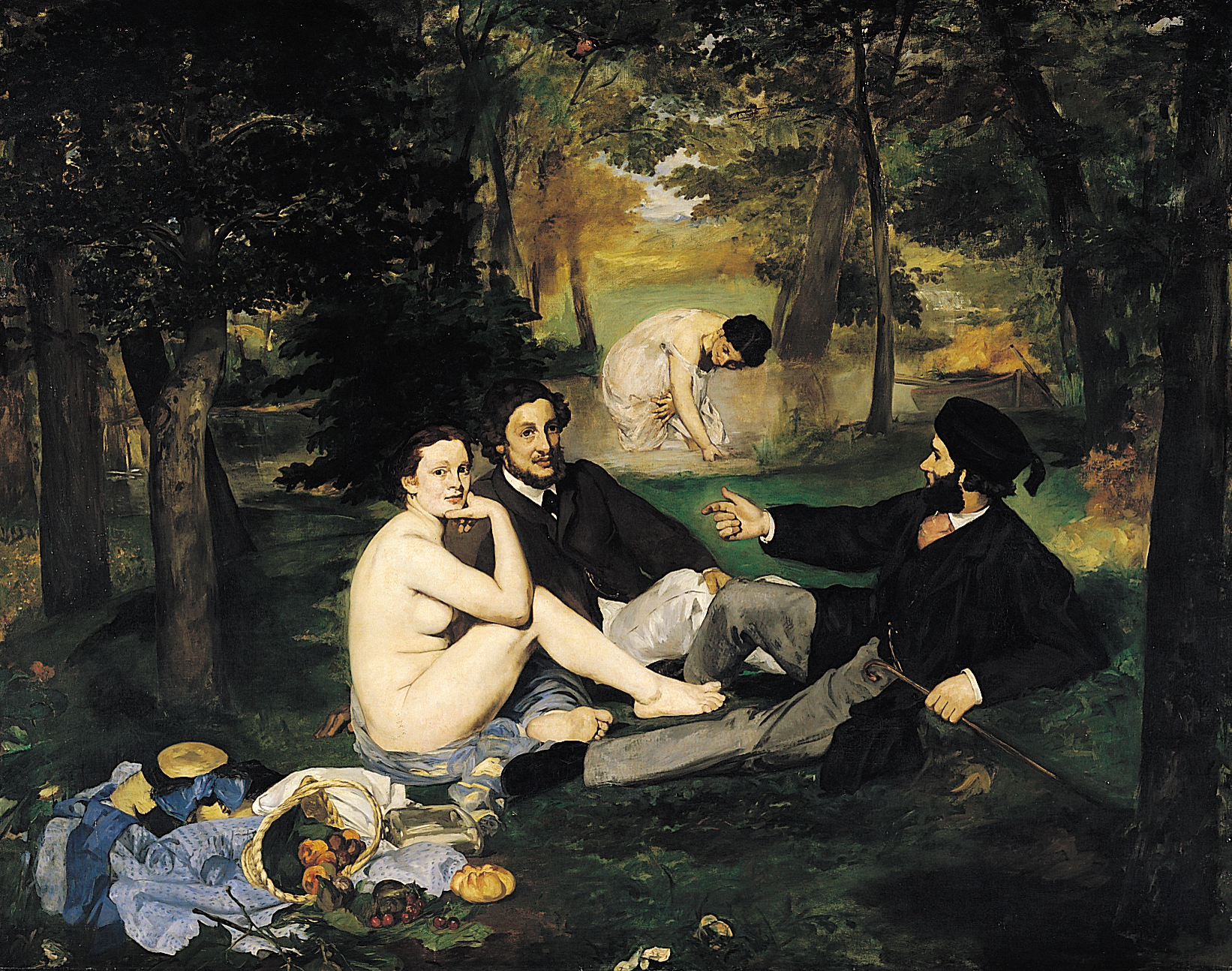
Le Déjeuner sur l'herbe de Manet, illustration de la couverture de l'édition de poche de La Domination masculine, parue aux Seuil, collection Points essais.

La Domination masculine est un livre de Pierre Bourdieu, publié en 1998, aux Éditions du Seuil, dans la collection Liber. Pierre Bourdieu y développe une analyse sociologique des rapports sociaux entre les sexes, qui cherche à expliquer les causes de la permanence de la domination des hommes sur les femmes dans toutes les sociétés humaines. Le livre s'appuie en particulier sur une étude anthropologique de la société berbère de Kabylie.

## Présentation
La domination masculine s’entend par un habitus donnant aux femmes et aux hommes un rôle prédéterminé. Par exemple, les activités « traditionnellement » féminines, comme la cuisine, obtiennent « par magie » un statut noble lorsque les hommes s’y attellent (par exemple le cas des « chefs cuisiniers », ou encore celui de l’agriculture non-industrialisée où les femmes s’occupent toute l’année de la pousse, et où l’intervention ponctuelle des hommes, lorsqu’ils sèment, donne lieu à diverses réjouissances). Les statistiques montrant que les femmes ont plus tendance à se diriger vers certaines professions ou études que les hommes sont également une manifestation du fait qu’une culture différenciatrice entre les sexes est imposée par la société, notamment via la famille ; les filles sont moins encouragées à suivre les études scientifiques que les garçons, par exemple. Il en résulte une dissymétrie dans l’enseignement supérieur, entre les études littéraires et linguistiques, où la population étudiante est fortement féminisée, et les études techniques et scientifiques (écoles d’ingénieur, chirurgie…) très peu féminisées.
Lors de débats ou de discussions, on observe ainsi que les femmes se font plus souvent couper la parole que les hommes ; si elles réagissent de manière agressive, le groupe fera savoir que ce n’est pas souhaitable (par exemple, en traitant la femme de harpie, en l’accusant de perdre ses nerfs, en qualifiant sa réaction d’hystérique), tandis qu’un tel comportement chez un homme sera accepté voire valorisé comme avoir du caractère.

## Le processus de déshistoricisation
La domination masculine tente notamment de se perpétuer par un processus de déshistoricisation (voir aussi essentialisme) : par exemple, les préférences, les activités et les attitudes féminines seraient « naturellement » dévolues aux femmes (habillement, tâches ménagères, éducation des enfants, assistance sociale, tâche d'accueil dans les entreprises, « goûts » en matière culturelle et de loisirs, etc.), bien qu’il s’agisse d’un processus culturel tentant par sa déshistoricisation de se donner les aspects d’un processus objectif et naturel. Ce processus tente de se justifier par une approche se fondant sur les différences physiques (mise au monde, notamment). Une femme ayant la même gestuelle (familière) qu’un homme (mettre les pieds sur une table, se balancer sur une chaise…) sera par exemple qualifiée de « peu féminine » ou « vulgaire ». Bourdieu note également que l’habillement féminin sert d’appui à cette pression sociale, la jupe permettant par exemple un éventail moins important de mouvements que le pantalon.
Pour Bourdieu, ce processus rend non seulement les femmes prisonnières de l’image qui leur est imposée, mais également les hommes.
Dans cet ouvrage, Bourdieu fait de l’amour une des façons possibles de passer outre ces rôles imposés par la société. Il s'interroge : « L'amour est-il une exception, la seule mais de première grandeur, à la loi de la domination masculine, une mise en suspens de la violence symbolique, ou la forme suprême, parce que la plus subtile, la plus invisible de cette violence ? ».

## Critiques
Même si certains considèrent que cet ouvrage a rendu « visible un champ d’analyse du fonctionnement social qui se voyait refuser sa légitimité depuis des décennies par tous les niveaux de nos institutions », différents sociologues et anthropologues ont également critiqué ses manquements au respect des règles de la recherche scientifique ; pour eux, Pierre Bourdieu méconnaît une grande partie des travaux féministes de référence. Il ne les cite pas toujours quand il en reprend les apports, et selon Anne-Marie Devreux, se pose en « découvreur » de « l’importance du champ de la domination masculine et du rôle qu’y jouent les systèmes de représentations et les effets de catégorisation, toutes choses établies scientifiquement bien avant l’article des Actes de la Recherche écrit près de dix ans avant le livre et qui constitue sa plus grande part ». Ces manquements à la rigueur scientifique conduiront l'anthropologue Nicole-Claude Mathieu à considérer que cet ouvrage aurait été recalé s'il avait été présenté à l'examen de DEA.
De plus, Françoise Armengaud note que lorsqu'il cite des féministes, Bourdieu ne fait référence qu'à des féministes différentialistes qu'il lui est facile de critiquer pour leur essentialisme et de "conseiller", mais qu'il ne mentionne pas (tout en se réappropriant leurs thèses) les féministes matérialistes, des sociologues et anthropologues qui sont ses collègues et qu'il connait.
Alors qu’il dénie aux féministes leur capacité à penser la domination masculine en raison de leur statut de dominées, qui « tiennent sur elles-mêmes le discours des dominants », il ne relativise pas son propre discours de dominant (en tant qu’homme et professeur au Collège de France, par exemple), se réservant la légitimité de la neutralité. Nathalie Heinich, dont Pierre Bourdieu a été le directeur de thèse, souligne ainsi que l'ouvrage ne comporte aucune référence aux travaux de Françoise Héritier dans Masculin/ Féminin. La Pensée de la différence, paru deux ans auparavant et portant sur la même problématique, éliminant ainsi symboliquement une concurrente au Collège de France.
Il a aussi été reproché à Bourdieu d’effectuer une symétrisation entre hommes et femmes qui seraient tous deux « dominés par la domination », et d'insister sur le fardeau que constituerait la masculinité avec des formules telles que : « des formidables exigences », « effort désespéré, et assez pathétique » « hommes prisonniers, et sournoisement victimes », « immense vulnérabilité ». Pour Mathieu, « ce qui le préoccupe, c’est l’homme, c’est-à-dire lui-même, encore et toujours », ce qui biaiserait aussi son analyse des femmes dont il ne retiendrait que ce qui l'arrange pour montrer qu'elles « adhèrent » aux schèmes des hommes.
Parmi les autres critiques qui lui sont adressées on trouve la réduction de la domination masculine à une domination symbolique — il est très peu question du travail ou de la violence physique, jamais des mutilations sexuelles — et la réduction des luttes politiques des femmes à des « accidents historiques » —  il fait état d’un « ordre du monde […] respecté ». D'ailleurs, Pierre Bourdieu prend pour modèle de la domination masculine une Kabylie « éternelle » et « universelle », étudiée des dizaines d’années plus tôt, ignorant les luttes des femmes kabyles. Par ailleurs, il ne situerait pas socialement les femmes et réduirait le féminisme à un mouvement uniforme. Pierre Bourdieu déclare dans un journal grand public, dans la foulée de la publication de la Domination :

« On voit en effet apparaître des femmes algériennes très extraordinaires (je pense à Salinia Ghezali ou à Louisa Hanoune). Elles sont rendues possibles par le système scolaire, qui est le grand instrument de la libération des femmes. Le mouvement féministe lui-même est le produit du système scolaire, qui - et c'est un paradoxe que l'on ne comprend pas toujours - est en même temps un des lieux où se reproduit la domination masculine, par des voies subtiles, à travers la hiérarchie des disciplines par exemple, une façon de détourner les filles de certaines filières techniques ou scientifiques… […] En Algérie, l'instauration du Code de la famille, en 1984, a opéré une régression extraordinaire. Tout cela a produit des femmes explosives, mûres pour la révolte… et courageuses, à la fois moralement et intellectuellement. Je les admire beaucoup. »

Au sujet de cette déclaration de Bourdieu à l'intention du grand public, Marie-Victoire Louis reconnaît qu'il « parle certes des Kabyles (algériennes ?) contemporaines (?) et exprime son "admiration" pour elles ». Cependant, elle ajoute que « la manière dont il les "qualifie" : « femmes explosives, mûres pour la révolte et courageuses à la fois moralement et intellectuellement » [lui] est apparue comme particulièrement méprisante ».
Ces critiques ont, avec d'autres, amené la sociologue Marie-Victoire Louis à intituler son interprétation de La Domination masculine, parue dans la revue Les Temps modernes, « Bourdieu : défense et illustration de la domination masculine ».